# Мнацаканов, Арам Михайлович
Ара́м Миха́йлович Мнацака́нов (род. 20 ноября 1962, Баку) — российский ресторатор и телеведущий.

## Биография
Арам Мнацаканов родился в Баку 20 ноября 1962 года в армянской семье. Школьником переехал в Ленинград. Учился в Нахимовском училище.
В 1980 году поступил в Ленинградский инженерно-строительный институт (ЛИСИ) на механическом факультете по специальности «ремонт и эксплуатация автомобилей».
В 1985—1987 годах служил в рядах Советской Армии в Ленинградском Военном Округе, в Академии тыла и транспорта на Васильевском острове.
В 1993—1998 годах возглавлял Федерацию тенниса Санкт-Петербурга, организовал несколько соревнований: чемпионаты России, первый турнир ATP в Петербурге St.Petersburg Open и первые матчи Кубка Дэвиса в Санкт-Петербурге.
В 1998 году возглавил направление импорта вина в компании Marine Express.

## Рестораны
В сентябре 2001 года Арам Мнацаканов открыл первый винный бар в Санкт-Петербурге, Probka на улице Белинского. 12 июля 2002 года в примыкающем помещении открылся ресторан Il Grappolo. В течение 10 лет открыл рестораны: панорамный ресторан «Rыба» (2005), семейный ресторан за городом «Rыба на даче» (2009).
В мае 2011 года группа PROBKA выходит на украинский рынок - открылся ресторан "Сад" в Киеве, на улице Банковая, 2
Летом 2012 года открылась «Probka на Цветном» — первый ресторан Арама Мнацаканова в Москве.
В январе 2017 года открыл в Берлине ресторан MINE. В 2020 и 2021 году MINE вошёл в список Michelin Guide рекомендованных к посещению ресторанов в столице Германии в категории «The Plate Michelin».
В сентябре 2018 года по соседству с легендарным рестораном «Probka на Добролюбова», на Петроградской стороне Санкт-Петербурга, Арам Мнацаканов открыл свой первый грузинский ресторан «Mama Tuta».
В июле 2020 Арам Мнацаканов и его команда открыли одновременно два новых проекта в центре Москвы на Патриарших Прудах: второй грузинский ресторан «Mama Tuta» и новый итальянский ресторан «Maritozzo».
С августа 2020 ресторан «Rыба» стал работать под новым названием «R14».
1 апреля 2021 года открылся третий грузинский ресторан «Mama Tuta» в историческом центре Санкт-Петербурга на Большой Морской улице.
5 сентября 2021 года открылся итало-ливанский ресторан Mina в Москве на Малой Никитской улице.
8 мая 2022 года открылись два проекта в Петербурге, в одном здании на Крестовском острове: итало-ливанский ресторан Mina и пиццерия Da Manu.
Оказывает консалтинговые услуги рестораторам и предпринимателям, создающим свои рестораны.

## Книги
Весной 2010 года издал первую книгу «Il Grappolo. История, рецепты, путешествия».
В 2013 в издательстве «ЭКСМО» вышла вторая книга с любимыми рецептами и гастрономическими маршрутами автора — «Рецепты Арама Мнацаканова. Самые вкусные маршруты Европы».
С 2013 ежегодно Мнацаканов издает свой гид по Санкт-Петербургу. В 2018 году был издан гид по Грузии.

## Телевидение
В 2011 выступил в качестве ведущего на украинском телеканале «1+1» в телевизионном проекте «Пекельна кухня» (рус. Адская кухня). Провел три сезона реалити-шоу, получил премии «Телетриумф» в номинации «Лучшее реалити-шоу» (2011) «Лучший шеф-повар Украины по версии журнала Focus» (2011).
В 2012 году вел шоу «На ножах» на телеканале 1+1.
В 2012 и 2013 годах провёл два сезона российской адаптации телепередачи «Адская кухня» на телеканале «РЕН ТВ».
В 2013 году Мнацаканов вместе с Ольгой Фреймут были ведущими шоу «Война миров. Ревизор против шефа» на украинском телеканале «Новый канал».
В 2014 году стал ведущим «РЕН-ТВ» «Реальная кухня».
С 2019 года ведущий шоу «Супершеф» на телеканале «Че».

## Общественная деятельность
С 2002 года является партнёром для Михаила Куснировича, основателя компании Bosco di Ciliegi.
В 2014 году стал факелоносцем эстафеты олимпийского огня в Петербурге в преддверии Олимпийских игр в Сочи.
В 2013—2016 являлся амбассадором итальянской минеральной воды марки San Benedetto.
С 2015 года является амбассадором бренда Porsche.
В 2019 был в составе жюри регионального конкурса S.Pellegrino Young Chef 2019—2020 по Евразии.

## Награды и признание
- Кавалер ордена «За заслуги перед Итальянской Республикой» (27 декабря 2006 года) за вклад в продвижение итальянской культуры[34].
- Почетная грамота Министерства промышленности и торговли РФ за вклад в развитие индустрии гостеприимства страны, Национальной Премии «Гостеприимство»[35](2017 год).
- Первая в России премия «Лавровый лист» в номинации «Ресторан-легенда» («Il Grappolo»)[36] (2008 год).
- Премия «Сделано в России 2013» в номинации «Гастрономия» (журнал Сноб).
- «Человек Года 2013», номинация «Ресторатор Года» (журнал GQ)[37].
- 2016 — Награда за личный вклад в развитие ресторанной культуры в Санкт-Петербурге (журнал Where)[38].
- В 2017 вошёл в список самых влиятельных людей России (журнал GQ)[39]
- В 2018 вошёл в список самых влиятельных людей России (журнал GQ)[40]

## Личная жизнь
Жена — Наталья Малиновская, которая совместно с ним занимается управлением ресторанами и консалтинговыми проектами. После окончания экономического факультета СПбГУ, в течение многих лет занималась маркетингом и PR, была партнёром в одном из первых в России рекламных агентств DA&N и управляющим партнером маркетингового агентства «Прайм» в Санкт-Петербурге. У Натальи двое детей.
У Арама Мнацаканова двое детей от первого брака с Еленой Мнацакановой: сын, Михаил Мнацаканов и дочь, Лина Мнацаканова и двое внуков (дети Михаила) — Александр и Анна.